# Inre frid

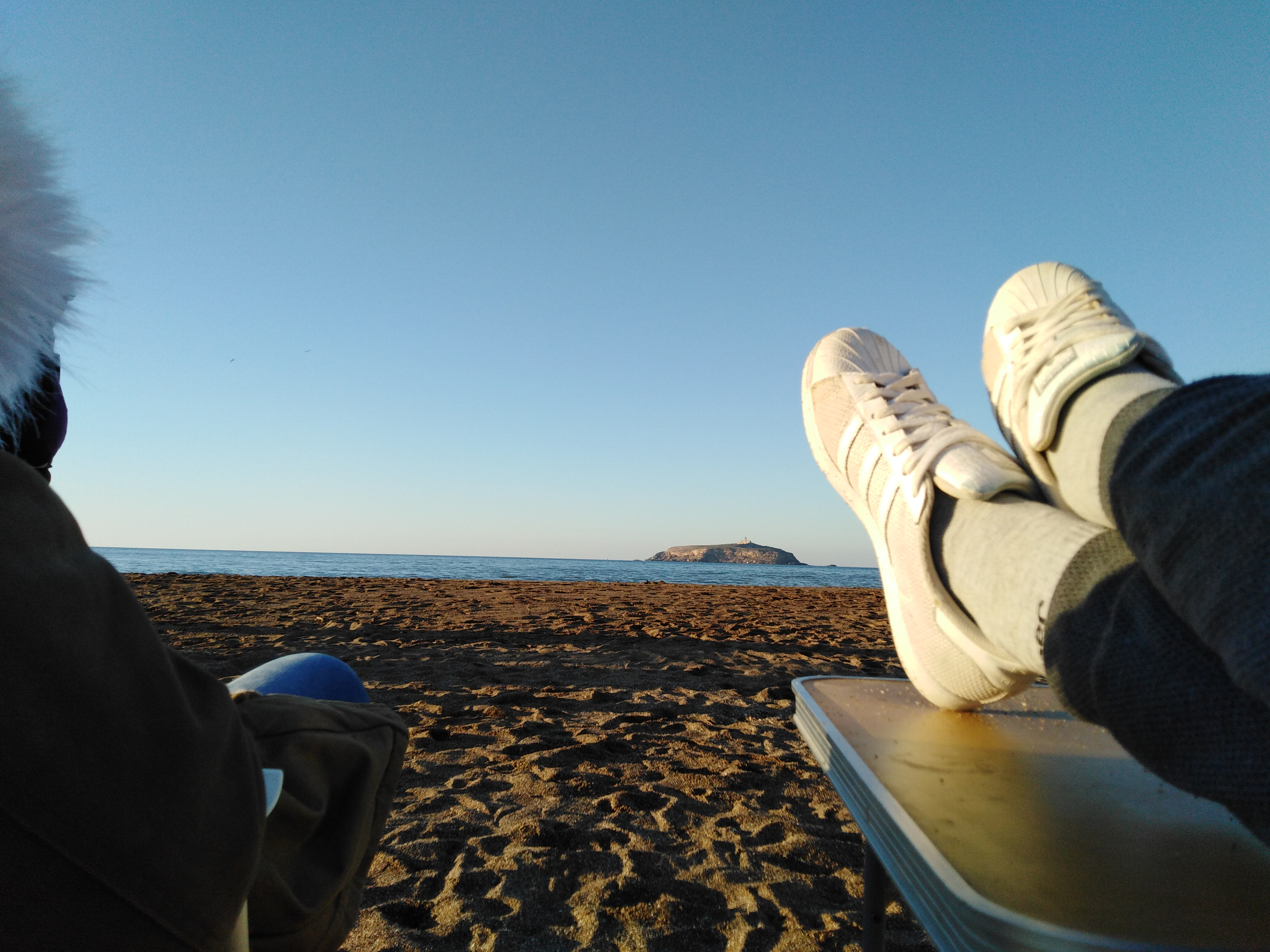

Inre frid är ett begrepp som kan jämställas med sinnesfrid eller själslig harmoni. Vilket betyder att man har ett inre lugn eller ett lugn i själen. 
Inre frid används som en motsats till en rastlös själ, vilket uppnås genom lugn, självbehärskning, kunskap och förståelse. Motsatsen till begreppet inre frid kan användas för att beskriva en person som "har allt" (i vår kultur pengar, partner, villa/lägenhet, bil, båt etc.) men ändå inte mår bra.
I vissa kulturer räknas inre frid som en grad av medvetande eller upplysning, vilket kan uppnås genom utövande av exempelvis bön, meditation, tai chi eller yoga. Ofta betraktas strävan efter inre frid som en process att lära känna sig själv, något som är centralt inom hinduism och buddhism. Meditation är ett medel att uppnå inre frid som används i hinduism, buddhism och även i kristendom, som t.ex. Ignatiansk andlighet (efter Ignatius av Loyola) och meditation. Även vissa seder och bruk som till exempel japansk teceremoni som är en lugn stilla stund kombinerat med tedrickande, syftar till att uppleva inre frid och stillhet.